# Luis Miguel Álvarez
Luis Miguel Álvarez López (Madrid, Comunidad de Madrid, 28 de julio de 1963) es un exbaloncestista y magistrado español. Con 1,90 metros de estatura, jugaba en el puesto de base. Es hermano gemelo de José Gabriel.

## Clubes
- 1981-1983 Cajamadrid.
- 1983-1984 Dribling Madrid.
- 1984-1985 Kanterbrau Madrid.
- 1985-1991 Oximesa Granada.